# Будзинский, Константин Андреевич
Константин Андреевич Будзинский (1807 — не ранее 1861) — российский педагог, магистр философии.

## Биография
Родился в 1807 году. По окончании гимназии в городе Свислоче Гродненской губернии, Будзинский в 1823 году поступил на физико-математический факультет Императорского Виленского университета. В 1826 г. Будзинский получил в этом университете степень кандидата философии. Через два года он держал экзамен на степень магистра философии, но, вследствие закрытия виленского университета, получил эту степень в Императорском университете Святого Владимира в 1836 году.
Прослужив некоторое время старшим учителем физики и математики в Житомирской мужской гимназии, Будзинский 20 января 1834 года был назначен профессором лицея князя Безбородко (позднее Нежинский юридический лицей) по кафедре прикладной математики (утвержден в этом звании в 1836 года). Эту должность Будзинский занимал до 5 июля 1838 года. Помимо своего предмета, Будзинский, за отсутствием других профессоров, некоторое время читал в лицее чистую математику и ботанику.
Согласно «РБСП», как педагог, «Будзинский пользовался любовью и уважением среди студентов; лекции его всегда отличались особенною ясностью изложения и весьма ценились слушателями». Впоследствии Будзинский был наставником-наблюдателем и преподавателем математических наук в Лесном и Межевом институтах.
После 1861 года Будзинский в служебных списках более не значится.